# Trem da Serra da Mantiqueira

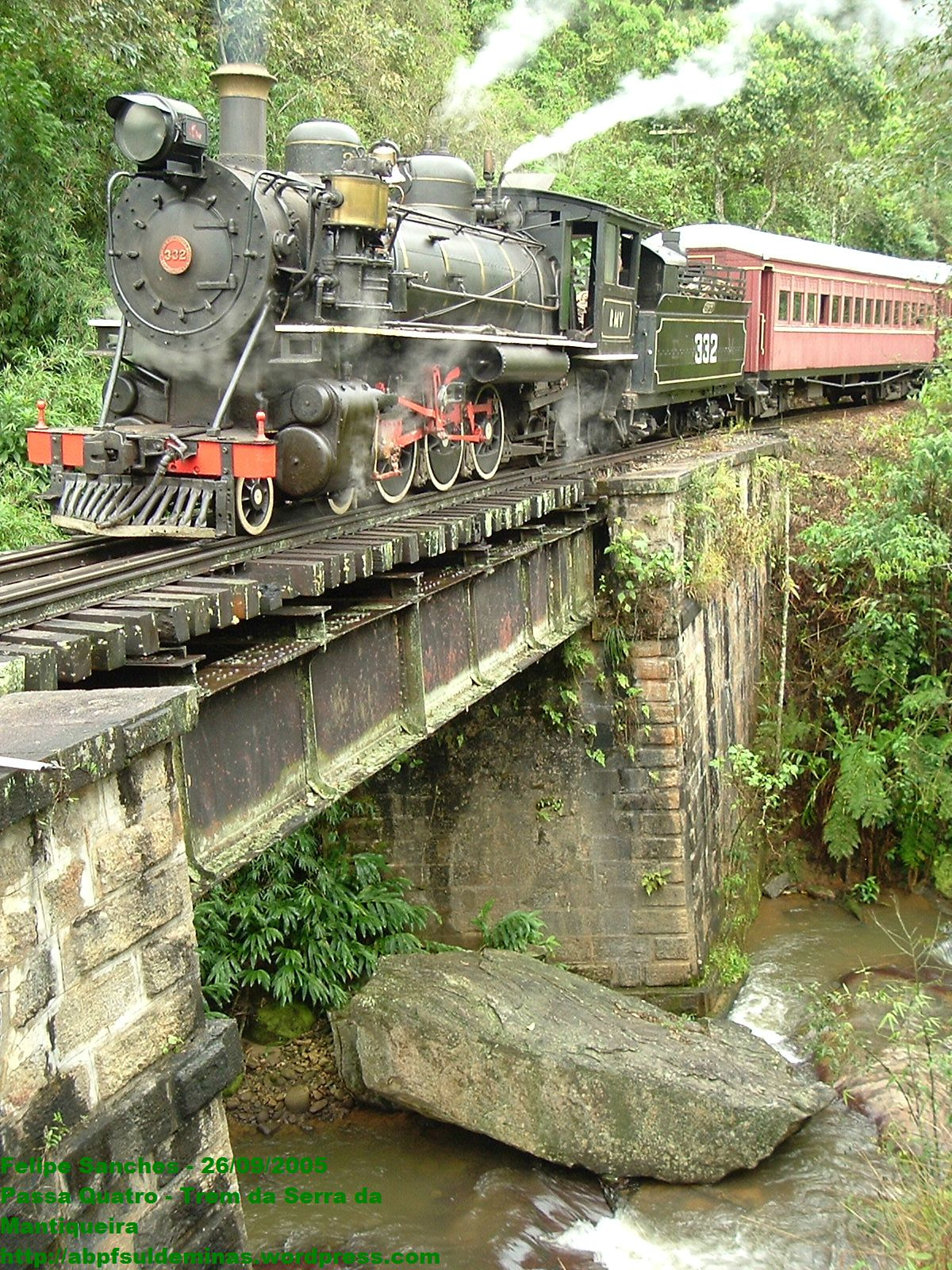
Trem da Serra passando pela Ponte Estrela, subindo a serra da Mantiqueira

O Trem da Serra (ou Trem da Serra da Mantiqueira) é um trem de passageiros operado pela ABPF (Regional Sul de Minas), o trem parte da estação de Passa Quatro com destino à estação Coronel Fulgêncio, no alto da Serra da Mantiqueira.
O trem normalmente funciona nos finais de semanas e feriados (confirmar na estação os horários). Aos sábados o trem parte as 10:00hs e 14:30hs, aos domingos as 10:00hs, podendo também serem agendadas viagens extras conforme a demanda.

## Roteiro

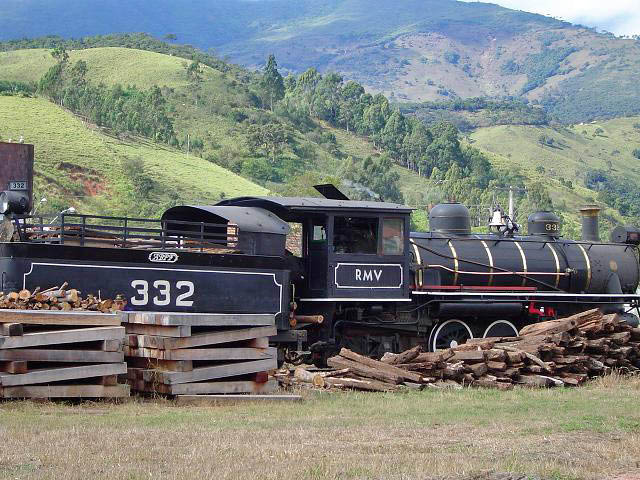
Locomotiva 332 sendo abastecida na estação de Passa Quatro

O trem parte da estação de Passa Quatro, que fica no km 34 da antiga The Minas and Rio Railway Company, sendo que na estação os passageiros podem visitar uma exposição fotográfica no hall da estação ao som de música típica regional.
Após a partida o trem se dirige a estação Manacá, no km 30 da ferrovia, nesta estação é feita uma breve parada onde os turistas podem visitar uma feira de artesanato e guloseimas enquanto a locomotiva é preparada para subida da serra.
Partindo da estação Manacá o trem inicia a subida da serra, passando pelas corredeiras do Manacá e a ponte Estrela.
Chegando a estação Coronel Fugêncio, km 25, cota 1085m, o trem realiza uma nova parada, os passageiros podem então conhecer a exposição fotográfica de minisséries filmadas no local, Mad Maria e JK - minissérie, ambas da Rede Globo; fotos de máquinas e carros recuperados pela ABPF; e fotos da Revolução Constitucionalista de 1932. Também é oferecido um passeio cortesia ao Túnel da Mantiqueira, palco dos maiores combates do movimento, durante a revolução de 1932.
Após as manobras, trem parte de volta a Passa Quatro, fazendo uma breve parada na ponte Estrela para fotografias.